# Pichakhchy
Pichakhchy (ryska: Бычагчы) är en ort i Azerbajdzjan.   Den ligger i distriktet Zərdab Rayonu, i den centrala delen av landet, 210 km väster om huvudstaden Baku. Pichakhchy ligger 3 meter över havet och antalet invånare är 1 608.
Terrängen runt Pichakhchy är mycket platt. Närmaste större samhälle är Lemberan, 16,2 km sydväst om Pichakhchy.
Trakten runt Pichakhchy består till största delen av jordbruksmark. Runt Pichakhchy är det ganska tätbefolkat, med 56 invånare per kvadratkilometer.